# Lech Sopur
Lech Sopur (ur. 22 lipca 1973 w Łasku) – polski szachista.

## Kariera szachowa
W 1990 r. zdobył w Brzozowie brązowy medal mistrzostw Polski juniorów do 19 lat. W tym samym roku reprezentował narodowe barwy w mistrzostwach świata juniorów do 18 lat, rozegranych w Singapurze. W latach 1994–2003 nie występował w turniejach klasyfikowanych do szachowego rankingu ELO. W 2004 r. podzielił II miejsce (za Bartłomiejem Heberlą) w otwartym turnieju w Polanicy-Zdroju, natomiast w 2005 r. zwyciężył w Obrze. W 2007 r. odniósł duże sukcesy, zwyciężając w memoriale Emanuela Laskera w Barlinku (przed m.in. Klaudiuszem Urbanem, Witalijem Koziakiem, Leonidem Wołoszynem i Jurijem Zezulkinem) oraz w memoriale Tadeusza Gniota w Policach.
Najwyższy ranking w dotychczasowej karierze osiągnął 1 października 2007 r., z wynikiem 2438 punktów zajmował wówczas 40. miejsce wśród polskich szachistów.
Posiada tytuł mistrza krajowego, który zdobył w roku 1989. Od 18 maja 2015 reprezentuje klub RPW Okucia Budowlane Łódź